# Satèl·lit espia
Un satèl·lit espia  és un satèl·lit artificial d'observació terrestre o de comunicacions destinat a ús militar o per intel·ligència. Els satèl·lits d'aquest tipus recullen generalment informacions sobre instal·lacions civils i militars de països estrangers, mitjançant un sistema òptic o radar, que els permet una observació eficaç fins i tot si hi ha condicions meteorològiques adverses (núvols, boires...) o si és nocturna.

## Característiques
Els satèl·lits de reconeixement permeten cartografiar un territori i sobretot d'identificar instal·lacions militars fixes, armament i unitats militars. Aquests satèl·lits generalment circulen en òrbita baixa per obtenir la millor resolució. L'òrbita és sovint polar per a poder escanejar totes les latituds. Per augmentar encara més la resolució, alguns d'ells porten un propulsor que els permet d'abaixar fortament l'òrbita sobre àrees de particular interès militar. El consum de propulsors que pressuposent maniobres d'aquest tipus i la necessitat de compensar l'impuls que s'ha experimentat en una atmosfera més densa comporta una vida útil a cops molt curta, d'uns dies fins i tot per a alguns models, que requereixen renovacions constants. Això explica en gran manera l'elevat nombre de satèl·lits llançats per la Unió Soviètica en el seu moment. Al començament de l'època espacial, es registraven imatges en una pel·lícula de plata que es recuperava mitjançant una càpsula que tornava a la terra. Els Estats Units van abandonar aviat aquesta tècnica i la va substituir per la transmissió de dades per via hertziana. Avui en dia Rússia encara utilitza parcialment la tècnica de la pel·lícula de plata.
La resolució que tenien els primers satèl·lits era d'uns deu metres, que avui s'ha reduït a tan sols un centímetres per als aparells més avançats. Per a poder travessar la coberta del núvols o prendre imatges nocturnes, alguns satèl·lits espia no transporten una càmera sinó un radar, tot i que el seu alt consum energètic i la baixa resolució resultant n'han frenat la seva utilització.

## Programes de satèl·lits espia per països
Les principals potències espacials tenen satèl·lits espia que avui, a més, representen un component important per a les forces militars modernes. La Unió Soviètica i els Estats Units van ser els primers que van desenvolupar aquest tipus d'equips en el context de la guerra freda. La Unió Soviètica va llançar prop de 900 satèl·lits d'aquest tipus (el 10% del total de satèl·lits artificials posats en òrbita per les nacions espacials). El nombre de satèl·lits nord-americans és molt més baix, tot i que la seva capacitat i vida útil gairebé sempre han estat més elevades. Altres països amb desenvolupament espacial han anat creant gradualment la seva pròpia flota de satèl·lits espia, tant d'observació òptica com de radar: Xina (1974), França (1995), Japó (2003), Israel (2003), Alemanya (2006), Itàlia (2007), etc.

### Estats Units
Quan l'era espacial no havia començat encara, l'organisme d'investigació militar nord-americana RAND Corporation va dur a terme un estudi el 1954 que demostrava la viabilitat d'un satèl·lit de reconeixement que estigués equipat amb una càmera de televisió i que transmetés per ràdio les fotos preses. Basant-se en aquest informe, la Força Aèria dels EUA va llançar el programa de satèl·lits de reconeixement WS-17L. Els Estats Units i la Unió Soviètica eren en aquell moment immersos en la guerra freda, on cada un dels dos països estava desenvolupant míssils balístics i una flota de bombarders amb armes nuclears. El president nord-americà Eisenhower va proposar el 1955 als líders soviètics que el nivell d'armament dels dos països fos controlat per vols de reconeixement de l'altra part (projecte Open Skies), però aquesta proposta va ser rebutjada. Els soviètics van revelar l'existència del bombarder soviètic Bison, que va provocar que alguns funcionaris nord-americans penssessin que la URSS tenia avantatge en el camp de la cursa nuclear (bomber gap). El 1956, l'avió espia americà U-2 va fer un primer vol de reconeixement sobre territori soviètic. Les fotos dels següents vols de l'U-2 van mostrar que la flota soviètica de bombarders nuclears era més petita del que s'esperava. El 1957, la Unió Soviètica va posar en òrbita el primer satèl·lit artificial Sputnik 1. A nivell militar, aquest llançament demostrava que la URSS podia construir míssils balístics intercontinentals que podrien destruir la defensa nord-americana mitjançant un atac per sorpresa. Però els líders nord-americans tenien informacions contradictòries sobre l'avast de l'amenaça, és a dir, sobre el nombre de míssils que la Unió Soviètica podia realment desplegar. Per avaluar millor aquesta amenaça, el govern dels EUA va decidir d'accelerar el projecte de satèl·lits espia WS-117L, que es va dividir en tres subprojectes més: un satèl·lit de reconeixement que transmetia les fotografies digitalitzades per ràdio, un satèl·lit que utilitzava pel·lícules fotogràfiques retornades a la terra mitjançant càpsules i un satèl·lit d'alerta primerenca. La CIA va ser l'encarregada de desenvolupar el segon projecte, més fàcil d'obtenir a curt termini. En va confiar el disseny del satèl·lit a Itek Corporation i la seva integració a Lockheed.
El satèl·lit de reconeixement KH-1 desenvolupat per Lockheed sota la supervisió de la CIA reutilitzava l'estructura d'una etapa superior del coet Agena amb el seu sistema de control de l'actitud. Incloïa una càmera panoràmica Fairchild utilitzava una pel·lícula de plata amb una distància focal de f.5 i una longitud focal de 69 centímetres. Les imatges realitzades tenien una resolució espacial de 12,9 metres en l'òrbita baixa. Unes bateries en proporcionaven l'energia. El satèl·lit, que pesava aproximadament una tona, el posava en òrbita un coet Thor disparat des de la plataforma de llançament de Vandenberg a Califòrnia. Un cop finalitzada la missió (normalment durava només uns pocs dies), la pel·lícula fotogràfica s'emmagatzemava en una càpsula amb un retrofusat, un protector tèrmic i un paracaigudes, que es llançava a l'atmosfera. Aquestes càpsules la recuperaven uns avions equipats amb un dispositiu de captura. El primer intent de llançar el satèl·lit espia KH-1 va tenir lloc el 21 de gener de 1959 i va fracassar. Els següents 11 intents també van fracassar, ja fos durant el llançament, estant en òrbita o durant el retorn de la càpsula que contenia la pel·lícula fotogràfica. Finalment, el 10 d'agost de 1960 es va poder recuperar una primera càpsula mitjançant un avio. La resolució espacial de 8 metres era molt inferior a les fotos preses per l'U-2, però només aquesta primera prova va proporcionar més fotos ella sola que totes les missions d'avions espia que l'havien precedit. La sèrie KH-1 es reemplaçà ràpidament pel KH-2 i el KH-3 que reberen el nom de codi Corona. El mateix any, un U-2 va ser abatut per un míssil SA-2 disparat per la defensa antiaèria de la Unió Soviètica que en va capturar al pilot Francis Gary Powers. El govern dels EUA va decidir llavors suspendre permanentment els vols espia sobre territori soviètic. El 1961 es va crear l'Oficina Nacional de Reconeixement per desenvolupar el programa nord-americà de satèl·lits espia federant la feina dels diferents exèrcits (Terra, Aire, Mar) i d'informació (CIA, NSA, DIA). Es va crear també un centre d'interpretació fotogràfica centralitzat que va reunir en una sola entitat tots els especialistes en interpretació fotogràfica.
| Sèrie                     | Data llançament  | Número exemplars | Massa       | Longevitat          | Òrbita                                                                          | Resolució  | Tecnologia | Comentaris |
| ------------------------- | ---------------- | ---------------- | ----------- | ------------------- | ------------------------------------------------------------------------------- | ---------- | --- | --- |
| Del KH-1 al KH-3 (Corona) | 1959-1962        | 26               |             |                     |                                                                                 | 7,5 m      | 1 càmera panoràmica per satèl·lit (longitud focal: 0,6 m). Les pel·lícules fotogràfiques s'expulsaven a la terra.                        | Primera sèrie de satèl·lits espia americans. |
| Samos                     | 1960-1962        | 13               |             |                     |                                                                                 | 30 a 1,5 m | Longitud focal: de 0,7 a 1,83 m. La majoria d'aquests satèl·lits enviaven les seves imatges per ràdio. Algunes ejeccions de pel·lícules. | El programa probablement es va cancel·lar a causa de la qualitat insuficient de les fotografies. |
| KH-4 (Corona)             | 1962-1963        |                  |             |                     |                                                                                 | 7,5 m      | 2 càmeres panoràmiques. Expulsió de la pel·lícula.                                                                                       | |
| KH-4A                     | 1963-1969        | 52               | 2 t         |                     |                                                                                 | 2,75 m     | 2 càmeres panoràmiques. Expulsió de la pel·lícula amb dos vehicles de reentrada.                                                         | Gran volum. |
| Quill                     | 1964             | 1                | 1,48 t      | 5 dies              | 238 km x 264 km inclinació 70.08°                                               | 2.3 m      | Radar | Primer satèl·lit amb un radar d'obertura sintètica. Màquina experimental derivada del KH-4. |
| KH-4B (Corona)            | 1967-1972        | 17               | 3 t         |                     |                                                                                 | 1,8 m      | 2 càmeres panoràmiques. Expulsió de la pel·lícula amb dues càpsules de retorn.                                                           | |
| KH-5 (Argon)              | 1961-1964        | 12               |             | 6 dies              |                                                                                 | 140 m      | Baixa resolució i àmplia cobertura (Longitud focal: 76 mm). Expulsió de la pel·lícula.                                                   | Utilitzar per a finalitats cartogràfiques. |
| KH-6 (Lanyard)            | 1963             | 3                |             | De 8 a 12 dies      |                                                                                 | 1,8 m      | Les mateixes càmeres fotogràfiques que el Samos (longitud focal: 1,67 m). Expulsió de la pel·lícula                                      | Programa a curt termini per obtenir imatges específiques del lloc. |
| KH-7 (Gambit)             | 1963-1967        | 38               |             | Fins a 9 dies       |                                                                                 | 0.46 m     | Expulsió de la pel·lícula amb una càpsula de retorn.                                                                                     | |
| KH-8 (Gambit)             | 1966-1984        | 54               |             |                     |                                                                                 | 0.5 m      | Expulsió de la pel·lícula. | |
| KH-9 (Hexagon «Big Bird») | 1971-1986        | 20               | 11.4 t      | Entre 40 i 275 dies | 160 × 260 km inclinació 96.4°                                                   | 30 cm      | Expulsió de la pel·lícula amb quatre o cinc càpsules de retorn.                                                                          | |
| KH-10 (Dorian)            | Anul·lat el 1969 |                  |             |                     |                                                                                 |            | Estació espacial habitada. | Manned Orbital Laboratory. Programa anul·lat. |
| KH-11 (Kennen Crystal)    | 1976-1995        | 16 (2017)        | 13,5 a 17 t |                     | 300 × 500 km (exemplars 1 a 5) 300 × 1 000 km (exemplars 6 a 9), inclinació 97° | 15 cm      | Mirall: 2,3 m Imatges digitals. | Primer satèl·lit espia per a imatges digitals Usava un mirall primari similar al del telescopi espacial Hubble. Després de l'abandó de la versió òptica de la FIA es van encarregar dues còpies el 1995. Última versió operacional dels satèl·lits d'intel·ligència òptica. |
| Lacrosse (Onyx)           | 1988-2005        | 5                | 14,5 a 16 t | 9 anys (?)          | 650 km inclinació 57° o 68°                                                     | ?          | Radar | Retirat del servei, substituït per la FIA. |
| Misty                     | 1990-1999        | 2                |             |                     |                                                                                 | 10-15 cm   | Òptic. | Versió sigilosa del KH-11 es va retirar del servei. |
| EIS                       |                  | 0                | 20 t        |                     |                                                                                 | 10-40 cm   | Mirall: 4? m | Un sol exemplar del qual no se n'ha fet cap nova versió. |
| FIA Radar (Topaz)         | 2010-            | 4                |             |                     | 1 100 km × 1 105 km inclinació 123°                                             | ?          | Radar | Comportava una versió òptica abandonada mentre encara s'estava dissenyant. |

### Unió Soviètica-Rússia
L'URSS i Rússia tenen els fabricants i usuaris més grans de satèl·lits espia. Es van fer servir dues gran famílies de les que en van resultar moltes sub-sèries: Zenit i Iantar. Des del desmembrament de la Unió Soviètica a principis de 1992, Rússia s'ha esforçat per a garantir una cobertura continuada.
| Sèrie   | Data llançament | Número exemplars | Massa       | Longevitat                 | Òrbita                             | Resolució | Tecnologia                                                                                      | Comentaris                                       |
| ------- | --------------- | ---------------- | ----------- | -------------------------- | ---------------------------------- | --------- | ----------------------------------------------------------------------------------------------- | ------------------------------------------------ |
| Zenit   | 1961-1994       | 682              | 4,7 a 6,3 t | De 8 a 15 dies             | Baixa                              |           | Pel·lícula de plata / retorn de la càrrega útil a la Terra. Càrrega útil reutilitzable.         | Moltes sub-sèries.                               |
| Iantar  | 1981            | 177              | 6 a 7 t     | De 2 a 9 mesos             | Baixa                              | 0.5 m     | Pel·lícula de plata / retorn de la càrrega útil a la Terra o transmissió digital segons versió. | Moltes sub-sèries.                               |
| Araks   | 1997-2002       | 2                | 7.5 t       | 4 anys                     | 1500 km × 1836 km inclinació 64,4° | 2-10 m    | Telescopi amb obertura de 1,5 metres.                                                           |                                                  |
| Orlets  | 1989-2000       | 8 (V1) i 2 (V2)  | 10,5 t (v2) | De 60 (v1) a 180 dies (V2) |                                    | 2-10 m    |                                                                                                 | 2 versions; 8 (v1) i 22 (v2) càpsules de retorn. |
| Persona | 2008-           | 2                |             | 7 anys                     | Baixa                              |           |                                                                                                 |                                                  |
| Kondor  | 2008-           | 1                |             | mesos                      | Baixa                              |           | Satèl·lit de reconeixement de radars.                                                           |                                                  |
| Bars-M  | 2015-           | 2 (2017)         | 4 t (?)     | 5 anys                     | Heliosincrona a 570 km             | 1 m       | Òptic. Transmissió digital.                                                                     | Reemplaçà els Iantar Kometa amb pel·lícula.      |
| Razdan  | 2019-           |                  | 7 t         | anys                       |                                    |           | Òptic. Transmissió digital, telescopi de 2 metres.                                              | Ha de substituir els Persona                     |

### Xina
La Xina ha desenvolupat i llançat una gamma completa de satèl·lits militars, un dels objectius principals de la qual és poder identificar i controlar els grups de portaavions dels Estats Units que suposadament donaran suport a Taiwan en cas d'amenaça militar des de la Xina continental. Des del 2017, els militars xinesos disposen de satèl·lits de reconeixement òptic i de radar (amb capacitat de captar imatges malgrat els inconvenients atmosfèrics o de llum) amb una freqüència molt alta de visites, així com satèl·lits que permeten escoltar trucades telefòniques telefòniques i que permeten d'interceptar i localitzar les naus enemigues.
| Sèrie               | Tipus | Data llançament | Número exemplars | Massa   | Òrbita                              | Plataforma    | característiques                              | Altres                                         |
| ------------------- | ----- | --------------- | ---------------- | ------- | ----------------------------------- | ------------- | --------------------------------------------- | ---------------------------------------------- |
| FSW                 | Òptic | 1974-2005       | 23               |         |                                     |               | Pel·lícula de plata Retorn de la càrrega útil |                                                |
| ZY-2 (JB-3)         | Radar | 2000-2004       | 3                | 2.7 t   | Polar                               |               |                                               | ZY-2 01, 02, 03. Reemplaçat per la sèrie JB-10 |
| Yaogan (JB-5)       | Òptic | 2006-2010       | 3                | 2.7 t   | 620 x 620 km inclinació 97.8°       |               |                                               | Yaogan 1, 3, 10                                |
| Yaogan (JB-6)       | Òptic | 2007-2016       | 6                |         | 625 km × 655 km inclinació 97.8°    | CAST2000 ?    |                                               | Yaogan 2, 4, 7, 11, 24, 30                     |
| Yaogan (JB-7)       | Radar | 2009-2014       | 4                |         | 517 km × 519 km inclinació 97,3°    |               |                                               | Yaogan 6, 13, 18, 23                           |
| Yaogan (JB-9)       | Òptic | 2009-2015       | 5                |         | 1200 km × 1200 km inclinació 100,4° |               |                                               | Yaogan 8, 15, 19, 22, 27                       |
| Yaogan (JB-10)      | Òptic | 2008-2014       | 3                |         | 470 km × 490 km inclinació 97.4°    | Phoenix-Eye-2 |                                               | Yaogan 5, 12, 21                               |
| TianHui-1 (TH-1)    | Òptic | 2010-2015       | 3                |         | 492 km × 504 km inclinació 97,35°   |               | 5 m                                           | TH 1C, 1B, 1C                                  |
| Yaogan (JB-11 ?)    | Òptic | 2012-2015       | 2                | 1040 kg | 466 km × 479 km inclinació 97,24°   | Phoenix-Eye-2 |                                               | Yaogan 14, 28                                  |
| Yaogan 26 (JB-12 ?) | Òptic | 2014            | 1                |         | 485 km × 491 km inclinació 97.4°    |               |                                               |                                                |
| Yaogan 29           | Radar | 2015            | 1                |         | 615 km × 619 km inclinació 97,8°    |               |                                               | Successor de la sèrie JB-5 (?)                 |
| Gaofen-4            | Òptic | 2015            | 1                |         | Geoestacionària                     |               | 50 m                                          |                                                |
| LKW-1 (TH-1)        | Òptic | 2017            | 2                |         | 488 x 504 km, inclinació 97,4°      |               | 0.7 m (?)                                     |                                                |

### Alemanya
Durant la guerra de Kosovo, els Estats Units es van mostrar reticents en compartir amb l'exèrcit alemany la informació militar recollida per la seva constel·lació de satèl·lits espia. Aprenent d'aquest conflicte, la Bundeswehr va encarregar i desplegar entre 2006 i 2008 cinc satèl·lits espia de radar SAR-Lupe, que ofereixen imatges amb una resolució espacial d'un metre. El 2013, l'exèrcit alemany va ordenar la creació d'una sèrie anomenada SARah, que consistia en tres satèl·lits d'unes 2 tones cadascun destinats a substituir el SAR-Lupe, la vida operativa teòrica del qual havia d'acabar el 2015-2017. A diferència dels satèl·lits SAR-Lupe, que són idèntics, els satèl·lits SARah són de dos tipus, la qual cosa ha permès la millora de la resolució espacial elevada a 35-40 centímetres. Els satèl·lits havien de ser posats en òrbita per un llançador Falcon 9 dels Estats Units el 2018 i el 2019. A finals de 2017, el govern alemany va decidir dotar a Alemanya de satèl·lits espia de reconeixement òptic. L'objectiu és satisfer les necessitats del servei d'intel·ligència alemany, el BND (Bundesnachrichtendienst), que vol acabar amb la dependència dels mitjans d'espionatge de les nacions aliades (Estats Units, França). El contracte de 400 milions d'euros compromet a l'adquisició de 3 satèl·lits batejats amb el nom de Georg, desenvolupats per OHB System. Els satèl·lits es podrien llançar el 2022.
| Sèrie    | Data llançament | Número exemplars | Massa        | Longevitat | Òrbita                          | Resolució                  | tecnologi | Comentaris                            |
| -------- | --------------- | ---------------- | ------------ | ---------- | ------------------------------- | -------------------------- | --------- | ------------------------------------- |
| SAR-Lupe | 2006-2008       | 5                | 720 kg       | 10 anys    | Heliosíncrona                   | 1 m                        | Radar     |                                       |
| SARah    | 2018-2019       | 3                | 1800-2200 kg |            | Heliosíncrona                   | 35-40 cm                   | Radar     | Nascuts per a reemplaçar els SAR-Lupe |
| CSO      |                 | 1                | 3,5 t.       | 10 anys    | Polar (EHR 480 km i THR 800 km) | 20 cm. (THR) i 35 cm (EHR) | Òptic     | Satèl·lit de concepció francesa       |
| Georg    |                 | 3                |              |            | Polar                           |                            | Òptic     |                                       |

### França
Utilitzant el coneixement tecnològic acumulat en el context del programa espacial d'observació civil Spot, França va desenvolupar els anys vuitanta els seus primers satèl·lits òptics d'espionatge d'òrbita heliosíncrona. Els satèl·lits Hélios, el primer model del qual Helios 1A fou llançat el 1995, tenen una resolució espacial d'1 metre. Entre aquesta data i el 2009 es van posar en marxa tres satèl·lits més de la mateixa família. El 2011 i el 2012 es van llançar dos satèl·lits Pléiades mixtos civils i militars . Itàlia té dret a accedir a les imatges produïdes per aquesta sèrie a canvi de la possibilitat per als militars francesos d'accedir a les imatges de radar captades per la sèrie de 4 COSMO-SkyMed llançada pels italians entre 2004 i 2010. La substitució el 2018 dels satèl·lits d'observació òptics francesos l'havien de garantir tres satèl·lits CSO (Composante Spatiale Optique), que haurien de proporcionar imatges amb una resolució espacial de fins a 20 cm.
| Sèrie    | Data llançament | Número exemplars | Massa  | Longevitat | Òrbita                          | Resolució                 | Tecnologia | Comentaris                                                          |
| -------- | --------------- | ---------------- | ------ | ---------- | ------------------------------- | ------------------------- | ---------- | ------------------------------------------------------------------- |
| Hélios   | 1995-2009       | 4                | 4 t.   | 5 anys     | Heliosíncrona                   | ~0,5 m                    | Òptic      |                                                                     |
| Pléiades | 2011-2012       | 2                | 900 kg | 5 anys     | Heliosíncrona                   | 0,7 m                     | Òptic      | Ús mixt civil i militar.                                            |
| CSO      | 2018-2021       | 2                | 3.5 t. | 10 anys    | Polar (EHR 480 km i THR 800 km) | 20 cm (THR) i 35 cm (EHR) | Òptic      | Reemplacen la sèrie Hélios. Un tercer exemplar serà per a Alemanya. |

### Itàlia
| Sèrie                              | Data llançament | Número exemplars | Massa    | Longevitat | Òrbita                 | Resolució                        | Tecnologia                 | Comentaris |
| ---------------------------------- | --------------- | ---------------- | -------- | ---------- | ---------------------- | -------------------------------- | -------------------------- | ---------- |
| COSMO-SkyMed                       | 2007-2010       | 4                | 1900 kg  | 5 anys     | Heliosíncrona a 619 km | 1 m per 10 x 10 km (spotlight)   | Radar d'obertura sintètica |            |
| OPSAT-3000                         | 2017            | 1                | 368 kg   | 6 anys     | Heliosíncrona a 450 km | Fins a 50 cm en 15 km            | Radar d'obertura sintètica |            |
| COSMO-SkyMed (de segona generació) | 2018-2020       | 2                | 2 230 kg | 5 anys     | Heliosíncrona a 619 km | 80 cm per 10 x 10 km (spotlight) | Radar d'obertura sintètica |            |

### Japó
| Sèrie     | Data llançament | Número exemplars | Massa      | Longevitat | Òrbita        | Resolució    | Tecnologia | Comentaris       |
| --------- | --------------- | ---------------- | ---------- | ---------- | ------------- | ------------ | ---------- | ---------------- |
| IGS òptic | 2003-           | 6                | 850 kg - ? |            | Heliosíncrona | Fins a 40 cm | Òptic      | Tres generacions |
| IGS radar | 2003-           | 5                | 1 200 kg   |            | Heliosíncrona | < 3 m - 1 m  | Radar      | Dues generacions |

### Israel
| Sèrie        | Data llançament | Número exemplars | Massa   | Longevitat | Òrbita | Resolució | Tecnologia | Comentaris                                                            |
| ------------ | --------------- | ---------------- | ------- | ---------- | ------ | --------- | ---------- | --------------------------------------------------------------------- |
| Ofeq (òptic) | 2003-           | 6                | ~190 kg |            | Baixa  |           | Òptic      | L'Ofeq 7 estava destinat a la vigilància del programa nuclear iranià. |
| TecSAR       | 2008-2014       | 2                | ~260 kg |            | Baixa  |           | Radar      |                                                                       |

### Turquia
| Sèrie                     | Data llançament | Número exemplars | Massa       | Longevitat | Òrbita                           | Resolució | Tecnologia | Comentaris |
| ------------------------- | --------------- | ---------------- | ----------- | ---------- | -------------------------------- | --------- | ---------- | --- |
| Göktürk (1A i 1B) (2 i 3) | 2014-2019       | 4                | 450-1060 kg | 5-7 anys   | 669 km × 689 km inclinació 98.2° | 2.5 m     | Òptic      | El model va ser desenvolupat per un consorci industrial turc (TAI i TÜBI.TAK SPACE) i la càmera EOS-C pertany a la societat sud-coreana SKC. |

### Marroc
| Sèrie               | Data llançament | Número exemplars | Massa   | Longevitat | Òrbita                                                                       | Resolució | Tecnologia | Comentaris |
| ------------------- | --------------- | ---------------- | ------- | ---------- | ---------------------------------------------------------------------------- | --------- | ---------- | ---------- |
| Mohammed VI (A i B) | 2017-2018       | 2                | 1110 kg | 5 anys     | 620 km × 622 km inclinació 98.0° (#A) 601 km × 606 km inclinació 97.95° (#B) |           | Òptic      |            |

### Regne Unit
- TopSat 1[91]

### Índia
- Satèl·lit Experimental de Tecnologia

### Colòmbia
- Libertad I[92]